# Saint-Genix-sur-Guiers
Saint-Genix-sur-Guiers este o comună în departamentul Savoie din sud-estul Franței. În 2009 avea o populație de 2.223 de locuitori.

## Evoluția populației
| An        | 1975  | 1982  | 1990  | 1999  | 2006  | 2009  |
| --------- | ----- | ----- | ----- | ----- | ----- | ----- |
| Populație | 1.586 | 1.692 | 1.735 | 1.817 | 2.094 | 2.223 |